# أبو زينب اللامي
أبو زينب حسين فالح عزيز اللامي (20 حزيران 1969 - ) رئيس جهاز أمن الحشد الشعبي، وعضو سابق في كتائب حزب الله التي تؤيدها حكومة إيران، غيرَ أنه يقال إن أبا زينب ينفي صلته بحكومة إيران ومليشياتها، تتهمه حكومة الولايات المتحدة بأنه متواطئ مع الحشد الشعبي في قتل متظاهري تشرين سنة 2019، كان لأبي زينب اللامي صلة مباشرة بقاسم سليماني، وفقاً لقول منظمة مشروع مكافحة التطرف (Counter Extremism Project)، وفي يوم 6 كانون الأول سنة 2019، أعنلت وزارة الخزانة الأمريكية عن قرارها باستحقاق أبي زينب تجميد أمواله بسبب انتهاك حقوق الإنسان أو الفساد وفقاً للقرار التنفيذي رقم 13818.‏